# Bill Lee
Bill Lee, właśc. William Byron Lee (ur. 9 października 1959 roku we Franklin) – amerykański biznesmen i polityk. Członek Partii Republikańskiej. Od 19 stycznia 2019 roku pełni urząd gubernatora stanu Tennessee.

## Biografia
Uczęszczał do Auburn University, gdzie studiował inżynierię mechaniczną. Po ukończeniu studiów wrócił do domu we Franklin, aby dołączyć do rodzinnej firmy, którą jego dziadek założył w 1944 roku, jako przedsiębiorstwo zajmujące się kompleksową obsługą konstrukcji mechanicznych. Został prezesem Lee Company w 1992 roku. Firma rozrosła się do ponad 1200 pracowników. 
W kwietniu 2017 Lee bez żadnego doświadczenia politycznego ogłosił swoją kandydaturę w wyborach na gubernatora stanu Tennessee. Wpierw pokonał swoich republikańskich oponentów w prawyborach, a następnie pokonał kandydata Demokratów i byłego burmistrza Nashville – Karla Deana, uzyskując 59,5% do 38,5% głosów. 

## Pandemia COVID-19
W czasie pandemii COVID-19 wprowadził ograniczenia dotyczące spotkań towarzyskich, ale sprzeciwił się obowiązkowi noszenia maseczek w całym stanie.

## Kara śmierci
Popiera stosowanie kary śmierci. Do 21 lutego 2020 roku pełniąc urząd gubernatora Tennessee odmówił łaski czterem skazanym na śmierć mordercom, w wyniku czego zostali oni straceni, jeden z nich wybrał śmierć przez zastrzyk z trucizną, a pozostali trzej na krześle elektrycznym.

## Życie prywatne
Wychował się we Franklin, gdzie do dziś mieszka wraz z żoną Marią na rodzinnej farmie. Jest ojcem czwórki dorosłych dzieci. Wraz z żoną są aktywnymi członkami ewangelikalnego kościoła Grace Chapel Church.